# Saint-Aubin-du-Pavail
Saint-Aubin-du-Pavail (en bretó Sant-Albin-ar-Pavez) és un municipi francès, situat a la regió de Bretanya, al departament d'Ille i Vilaine. L'any 2006 tenia 768 habitants. Limita amb els municipis d'Ossé al nord (a 1,2 km), Châteaugiron a l'oest (a 2,4 km), Piré-sur-Seiche al sud (a 6,0 km), Domagné a l'est (a 7,2 km).

## Demografia
| Evolució de la població INSEE |      |      |      |      |      |      |      |      |
| 1793                          | 1800 | 1806 | 1821 | 1831 | 1836 | 1841 | 1846 | 1851 |
| 577                           | 591  | 585  | 617  | 632  | 625  | 619  | 612  | 566  |

| 1856 | 1861 | 1866 | 1872 | 1876 | 1881 | 1886 | 1891 | 1896 |
| ---- | ---- | ---- | ---- | ---- | ---- | ---- | ---- | ---- |
| 572  | 539  | 534  | 522  | 506  | 449  | 454  | 424  | 403  |

| 1901 | 1906 | 1911 | 1921 | 1926 | 1931 | 1936 | 1946 | 1954 |
| ---- | ---- | ---- | ---- | ---- | ---- | ---- | ---- | ---- |
| 393  | 373  | 355  | 332  | 336  | 333  | 333  | 300  | 297  |

| 1962 | 1968 | 1975 | 1982 | 1990 | 1999 | 2006 | 2011 | 2016 |
| ---- | ---- | ---- | ---- | ---- | ---- | ---- | ---- | ---- |
| 310  | 300  | 311  | 442  | 497  | 591  | -    | -    | -    |

| 2019 | - | - | - | - | - | - | - | - |
| ---- | - | - | - | - | - | - | - | - |
| -    | - | - | - | - | - | - | - | - |

## Administració
| Període   | Identitat                | Partit        |
| --------- | ------------------------ | ------------- |
| 1882-1900 | Pierre Primault          |               |
| 1900-1919 | Jean Baptiste Boué       |               |
| 1919-1944 | Jean Baptiste Drouadaine |               |
| 1944-1959 | Jean Baptiste Primault   |               |
| 1959-1983 | François Delalande       |               |
| 1983-1995 | Robert Beyer             |               |
| 1995-     | Jean Luc Poussier        | Divers droite |